# FS Canis Majoris-variabel
FS Canis Majoris-variabeln är en typ av eruptiv variabel som är föga utforskad. Variablerna varierar över långa perioder utan någon fastställd periodicitet, med variationer på ungefär två magnituder. Emissionslinjerna av väte i stjärnspektrat är mycket starkare än hos vanliga Be-stjärnor. Närvaron av flera förbjudna linjer gör att de ändå klassificeras som Be-stjärnor.
Åtskilliga variabler av denna typ har på senare tid upptäckts i stjärnhopar, vilket gjort att flera teorier om variationernas orsak kunnat avfärdas. Den teori som hittills hållit är att det är frågan om dubbelstjärnor i nära kontakt eller på kollisionskurs med varandra.
Prototypstjärnan FS Canis Majoris varierar mellan visuell magnitud +7,3 och 8,58 utan någon periodicitet.